# チョンウル
チョンウル（モンゴル語: Čong'ur、中国語: 牀兀児、1260年 - 1322年）は、キプチャク部出身で、13世紀末から14世紀初頭にかけて大元ウルスに仕えキプチャク人軍団の指揮官として活躍した人物。『元史』などの漢文史料では創兀児（chuàngwùér）、あるいは牀兀児（chuángwùér）、『集史』などのペルシア語史料ではجونكقور（jūnkqūr）もしくはجونقور وانك（jūnqūr wānk）と記される。

## 概要

### 生い立ち
チョンウルの父祖は元来キプチャク草原に住まうキブチャク人で、モンケ（後の第4代皇帝）がこの地方に遠征した時に配下に加わり、東方に移住してきた一族であった。モンケの死後クビライが第5代皇帝として即位すると、クビライは直属の精鋭軍を建設するためキブチャク、アスト、カンクリといったモンゴル帝国内では「新参」の集団を集め、そこでチョンウルの父のトトガクがキプチャク軍団の軍団長に抜擢された。トトガクはシリギの乱、ナヤンの乱といったモンゴル人同士の内戦において抜群の武功を挙げ、「新参」に過ぎなかったキプチャク族の地位を高め、大元ウルスにおいて最も強力な軍団であると知られるようになった。チョンウルはトトガクの三男で、初陣となるナヤンの乱鎮圧戦ではウズ・テムル（ウルルク・ノヤン）の軍に所属して百塔山の戦いで武功を挙げ、昭勇大将軍・左衛親軍都指揮使の地位を与えられている。

### カイドゥ・ウルスとの戦い
チョンウルは大徳元年（1297年）に父の地位を継承し、カイドゥ・ウルスとの戦いのためキプチャク軍団を率いてアルタイ山方面のアライ峠（Alayi-taq）に駐屯した。チョンウルの駐屯地についてはフレグ・ウルスで編纂された『集史』において次のように記されている。
アライ峠の位置については諸説あるが、現在ではウラーン・ダヴァーに当てる説が有力である。この頃、チョンウルはたびたびカイドゥ側の将と交戦しており、ある時はアルタイ山を越えてテレングトという将と戦った。テレングトは「バアリンの地」に進出し、川沿いに木柵を築いて陣営を作っていた。チョンウルはこれを攻めるに当たり、突如銅角を一斉に鳴らし兵士に大声を挙げさせることで敵軍を驚かせ、あわてた敵軍が馬に乗り始めたところで一斉に渡河し、敵軍を大いに破った。
また、アライ峠に駐屯中のところをカイドゥが派遣した孛伯という将軍と交戦したこともあった。孛伯は付近の高山に布陣したが、騎乗には向かない地形だったので下馬していた。そこでチョンウルは軍を率いて一挙に敵軍に接近し、すぐに身動きがとれなかった孛伯軍を打ち破った。また、大徳2年（1298年）にはドゥアが大元ウルス側の火児哈禿という地を急襲しその地を占拠するという事件が起こった。このとき、チョンウルは精鋭をよりすぐって高地に布陣していたドゥア軍を攻撃し、ついにこれを撃退することに成功した。しかし、大徳3年（1299年）には再びドゥアが大軍を率いて大元ウルス軍を急襲し、油断していた大元ウルス軍は大敗を喫した。この頃アルタイ山方面に駐屯していた指揮官の内、ココチュはこの敗戦の責任を問われて更迭され、唯一奮戦したコルギスは捕虜となってしまったが、チョンウルとナンギャダイは許されて引き続きアルタイ山方面に駐屯した。ココチュ更迭後、その代わりとして派遣されてきたのが皇族のカイシャンで、これ以後チョンウルはカイシャンの指揮下でカイドゥとの戦いに従事するようになる。
大徳4年（1300年）秋、グユク家のトゥクメ、カイドゥの息子のオロスらが侵攻してきた時には、敵軍が陣を整える前に急襲して追い払い、アルタイ山の向こう側まで退却させた。さらに大徳5年（1301年）にはカイドゥ自らが大軍を率いて侵攻し、各地で大会戦（テケリクの戦い）が行われた。チョンウルはドゥア軍と対崎し、カイシャン本軍がカイドゥ軍に苦戦していたのに対し、ドゥア軍を撃破し撤退させることに成功した。カイシャンはチョンウルの戦いぶりに並ぶ者はいないと評し、戦後の論功行賞ではチョンウルの戦功が第一とされた。カイシャンは恩賞として楚王ヤクドゥの娘のチャギルを娶らせ、オルジェイトゥ・カアンは自らの衣服（御衣）を賜って戦功を労った。大徳7年（1303年）、チョンウルが入朝すると、改めて戦功を称えられ、驃騎衛上将軍・枢密院副使・欽察親軍都指揮使・太僕少卿に任じられた。
テケリクの戦いで重傷を負ったカイドゥは間もなく亡くなり、優秀な指導者を失ったカイドゥ・ウルスは内紛状態に陥った。最終的にカイドゥの後継者の地位を勝ち取ったのはチャパルであったが、既に大元ウルスと争う余力は残されておらず、大徳9年（1305年）にチャガタイ家のドゥア、アリクブケ家のメリク・テムルとともに講和の使者を大元ウルスに派遣した。チョンウルは講和使者の往来を助け、大徳10年（1306年）には栄禄大夫・同知枢密院事を経て、光禄大夫・知枢密院事、欽察左衛指揮・太僕少卿に昇格となった。

### チャガタイ・ウルスとの戦い
大徳11年（1307年）にオルジェイトゥ・カアンが亡くなると、中央では政治の実権を握るブルガン皇后によって安西王アナンダを帝位につける謀略が進められていた。反ブルガン派官僚から事情を聞いたチョンウルらは急ぎ中央に帰還して帝位を狙うべきであると助言し、果たして急ぎ帰還したカイシャンは配下の圧倒的な軍事力をたてにクルク・カアンとして即位を果たした。即位したクルク・カアンは即位以前からの側近であるチョンウルらアルタイ駐屯軍の指揮官を厚遇し、チョンウルは平章政事と枢密・欽察左衛・太僕を兼ねた。また、至大2年（1309年）には基本的に皇族・駙馬などにしか与えられない王位（「句容郡王」位）を授けられ、王位を表す金印とともにクビライがかつて大理王国を征服する時に用いていた武帳（ゲル）と珠衣を賜った。更にその翌日、クルク・カアンはチョンウルが戦傷によって脚が不自由なのを慮り、クビライがかつて用いていた御輿をも授けた。度重なる厚遇にチョンウルは叩頭泣涕し、「［カアンからの］寵遇を過当に貪るようなことは、臣はできません」と御輿の下賜を辞退したので、クルク・カアンは別に駕籠を作らせてチョンウルに与えたという。
しかし、至大4年（1311年）にクルク・カアンが急死すると、事態は一変した。クルク・カアンの弟で「皇太子」のアユルバルワダは正式に即位もしない内からクルク・カアンの側近官僚を軒並み処刑し、クルク・カアンの政策を悉く否定した。アユルバルワダ一派は事実上のクーデターによって中央政府を掌握したが、北辺に駐屯するチョンウルらを敵に回すのは得策ではないと判断し、高い地位を授けて懐柔しようとした。チョンウルもこれを受入れ、ブヤント・カアンとして即位したアユルバルワダの下に訪れた時には授光禄大夫・平章政事・知枢密院事・欽察親軍都指揮使・左衛親軍都指揮使・太僕少卿の地位を授けられた。延祐元年（1314年）にはブヤント・カアン政権の外交上の失敗から大元ウルスとチャガタイ・ウルスとの間で戦端が開かれ、かつてクルク・カアンの指揮下でカイドゥ・ウルスと戦ったトガチ、チョンウルらがチャガタイ・ウルスとの戦争にかり出された。チョンウルは今までと同様アライ峠にに駐屯してチャガタイ・ウルスと戦った。同年中には君主エセン・ブカ率いる軍団を亦忒海迷失で破り、延祐2年（1315年）にはエセン・ブカ配下のエブゲン・クトテムルらをも赤麦干の地で破った。
一方、チャガタイ・ウルスとの戦争と並行して中央では旧クルク・カアン一派を排除する謀略が進められており、クルク・カアンの長男のコシラは陝西で叛乱を起こしたが、側近の裏切りによって叛乱は即座に失敗に終わった（関陝の変）。しかし、辛うじて逃れたコシラはアルタイ山脈方面に辿り着き、そこでトガチ・チョンウルらチャガタイ・ウルスと戦争状態にある軍団と合流した。そもそも、トガチ・チョンウルらはかつての上官クルク・カアンに多大な恩義を感じていた上、チャガタイ・ウルスの側でもかつてカイドゥ・ウルス討伐で協力し友好関係にあったクルク・カアンには好意的で、コシラの登場を切っ掛けに両軍は講和を果たした。コシラ派についたトガチは大元ウルス領に逆侵攻し、モンゴル高原から陝西北部一帯は大混乱状態に陥った。ところが、トガチの討伐に当たったのは元同僚でともにクルク・カアン恩顧のはずのチョンウルで、延祐4年（1317年）にはチョンウルが「叛王（トガチ）」を討伐したと記録される。『元史』「仁宗本紀」と牀兀児（チョンウル）列伝は徹底して関陝の変からトガチの乱に至る事件の痕跡を隠蔽しており、どのような経緯でチョンウルが元同僚のトガチを討伐するに至ったかは不明である。ただし、後に碑文でトガチを討伐したことを隠蔽している点から、少なくともチョンウルとその一族がトガチの討伐を不名誉なものとして言及したくない事件と捉えていたことが窺える。後に「天暦の内乱」で活躍したチョンウルの息子のエル・テムルはクルク・カアンのもう一人の息子のトク・テムルを擁立する一方でコシラを敵視し、最終的にコシラを毒殺するに至るが、エル・テムルとコシラの対立の遠因はチョンウル時代に遡るのではないかとする説もある。

### 晩年
同延祐4年（1317年）、ブヤント・カアンは既に老齢のチョンウルを労い、軍官の最高位である知枢密院事に任じ、大理国の象牙・金飾の轎を与えて、皇族に準ずる待遇を与えた。チョンウルはブヤント・カアンの死後も存命であったが、次代のゲゲーン・カアン（英宗シデバラ）の治世の至治2年（1322年）に63歳で亡くなった。チョンウルの死後は三男のエル・テムルが地位を継承し、後には天暦の内乱を主導してカアンを傀儡とする独裁権力者へと成長した。

## 家族
チョンウルの妻は楚王ヤクドゥの娘のチャギル（察吉児）、タタル部のエセンテニ（也先帖你）、カチウン家エジルの妹のエセン・クトゥルク（也先忽都魯）、タタル部のカラジンの4名が記録されている。
また、チョンウルの息子は7人、娘は4人いたことが知られている。

### 長男：セヴィンチュ・ブカ
武略将軍・欽察親軍千戸の地位にあった。

### 次男：エルチ・ブカ
資徳大夫・大司農卿の地位にあった。

### 三男：エル・テムル
三男でありながらチョンウルの地位を継ぎ、天暦の内乱を主導して絶大な権勢を振るった。

### 四男：サドン
栄禄大夫・宣徽院使の地位にあった。

### 五男：エル・トゥカル
闌遺少監の地位にあったが、若くして亡くなった。

### 六男：ダリ
大禧宗禋院使の地位にあった。

### 七男：ブベカン
幼くして亡くなった。

### 長女：モンケテイ
シクドゥル駙馬の弟のタイ・クトゥルクに嫁いだ。

### 次女：オルジェイテイ
スゲバラに嫁いだ。

### 三女：イジカン
イキレス部のシーラップ・ドルジに嫁いだ。

### 四女：オルク・テニ
アルグ・テムル王に嫁いだ。

## キプチャク部クルスマン家
- 欽察国王クルスマン（Qurusman ＞忽魯速蛮/hūlŭsùmán）
  - 欽察国王バルトゥチャク（Baltučaq ＞班都察/bāndōuchá）
    - 昇王トトガク（Tudγaγ ＞土土哈/tŭtŭhā,توتقاق/tūtqāq）
      - 定遠大将軍・北庭元帥タガチャル（Taγačar ＞塔察児/tǎcháér）
      - 御位下博児赤タイ・ブカ（Tai buqa ＞太不花/tàibùhuā）
      - 句容郡王チョンウル（Čong'ur ＞牀兀児/chuángwùér,جونكقور/jūnkqūr）
        - 武略将軍セヴィンチュ・ブカ（Sevinču buqa ＞小雲失不花/xiǎoyúnshībùhuā）
        - 資徳大夫エルチ・ブカ（Elči buqa ＞燕赤不花/yànchìbùhuā）
        - 太平王エル・テムル（El temür ＞燕帖木児/yàntiēmùér）
          - 中書左丞相タンキシュ（Tangkiš ＞唐其勢/tángqíshì）
          - タラカイ（Taraqai ＞塔剌海/tǎlàhǎi）
          - 皇后ダナシリ（Današiri ＞答納失里/dānàshīlǐ）

        - 宣徽院使サドン（Sadun ＞撒敦/sādūn）
        - 闌遺少監エル・トゥカル（El tuqar ＞燕禿哈児/yàntūhāér）
        - 太禧宗禋院使ダリ（Dari ＞答里/dálǐ）
        - ブベカン（Bübeqan ＞潑皮罕/pōpíhǎn）

      - 武略将軍ベルケ・ブカ（Berke buqa ＞別里不花/chuángwùér）
      - 武徳将軍テムル・ブカ（Temür buqa ＞帖木児不花/tiēmùérbùhuā）
      - 武略将軍カルチ（Qarči ＞歓差/huānchā）
      - 武徳将軍ヨリク・テムル（Yoliγ temür ＞岳里帖木児/yuèlǐtiēmùér）
      - 昭勇大将軍ダルグルバン（Dalgurban ＞断古魯班/duàngŭlŭbān）